# Neobostra
Neobostra is een geslacht van vlinders van de familie snuitmotten (Pyralidae).

## Soorten
- N. ferruginealis Hampson, 1906
- N. pyrochroalis (Hampson, 1917)